# Пузына, Альбина-Габриэла
Княгиня Альбина-Габриэла Пузына (пол. Albina Gabriela Puzynina; 24 сентября 1815, Вильно, Литовско-Виленская губерния, Российская империя — 16 августа 1869, Городилово (ныне Молодечненский район, Минской области Белоруссии) — польско-литовская писательница, поэтесса, комедиограф, мемуарист.

## Биография
Родилась в семье графа Адама Гюнтера фон Хильдешейма (1782—1854) и Александры-Констанции из рода Тизенгаузов (1781—1843) герба «Буйвол». Сестра — Иды Мостовской и Матильды Бучинской.
До замужества жила в поместье отца Добровляны Свенцянского уезда Литовско-Виленской губернии, где держала салон, частыми гостями которого были Игнацы Ходзько, который позже отредактировал и подготовил к печати первый сборник стихов поэтессы, Антоний Одынец, Ян Дамель, Юлиан Корсак, Ян Рустем, Анджей Снядецкий, Томаш Зан и другие деятели культуры и науки.
В июле 1851 года вышла замуж за князя Тадеуша Пузыну и поселилась в его имении в Городилово. Стала хозяйкой литературного салона, собирала коллекцию произведений искусства, библиотеку. В 1850-х годах гостями её литературного салона были Владислав Сырокомля, Станислав Монюшко, Эдуард Желиговский, Владислав Мицкевич (сын поэта Адама Мицкевича).
Вместе с мужем совершила путешествие по Западной Европе, побывала в Германии и Франции.

## Творчество
Писала стихи с 12 лет. Писала на польском языке. Дебютировала как поэтесса в 1838 году в варшавском журнале «Мотыль». Использовала псевдоним и криптоним «GG» (то есть «Габриэла Гюнтер»).
Автор сборников лирических и морализаторских стихов, рассказов, фельетонов и комедий.
Сотрудничала с редакцией журнала «Семейная хроника» („Kronika Rodzinna“). В 1846 году попыталась создать собственную газету «Папки Литвинок» („Teki Litwinek“).
Ей принадлежат мемуары „W Wilnie i w dworach litewskich: pamiętnik z lat 1815—1843“ (1867), представляющие панораму жизни на северо-западе Беларуссии и Вильно, ценную информацию о художественной жизни региона. Привела много информации о семьях Сапеги, Радзивилла, Тизенгаузов и др. В мемуарах изложены интересные данные о кампании 1812 года, Польском восстании 1830 года, истории Виленского университета.
Рукописи А. Г. Пузыны хранились в Библиотеке семьи Пшездзецких, которая была уничтожена во время Варшавского восстания 1944 года.

## Избранные произведения
- Moja pamięć
- W Wilnie i w dworach litewskich (посмертно, 1928)
- Prozą i wierszem, 1856
- W imię Boże, 1843
- Małe a prawdziwe opowiadania, 1857 .